# Hypocaccus
Hypocaccus är ett släkte av skalbaggar som beskrevs av Thomson 1867. Hypocaccus ingår i familjen stumpbaggar.

## Dottertaxa tillHypocaccus, i alfabetisk ordning[1][2]
- Hypocaccus acorni
- Hypocaccus acridens
- Hypocaccus ainu
- Hypocaccus akanensis
- Hypocaccus axeli
- Hypocaccus becvari
- Hypocaccus beneteaui
- Hypocaccus bigemmeus
- Hypocaccus bigener
- Hypocaccus brahminius
- Hypocaccus brasiliensis
- Hypocaccus callani
- Hypocaccus consobrinus
- Hypocaccus consputus
- Hypocaccus crassipes
- Hypocaccus dauricus
- Hypocaccus densus
- Hypocaccus dimidiatipennis
- Hypocaccus dimidiatus
- Hypocaccus disjunctus
- Hypocaccus erosus
- Hypocaccus estriatus
- Hypocaccus ferrugineus
- Hypocaccus fitchi
- Hypocaccus fochi
- Hypocaccus formosus
- Hypocaccus fraternus
- Hypocaccus gaudens
- Hypocaccus gemmeus
- Hypocaccus glaucus
- Hypocaccus iris
- Hypocaccus kidpaddlei
- Hypocaccus kincaidi
- Hypocaccus lewisii
- Hypocaccus lopatini
- Hypocaccus lucidulus
- Hypocaccus lustrans
- Hypocaccus metallicus
- Hypocaccus minor
- Hypocaccus mundus
- Hypocaccus occidentalis
- Hypocaccus omissus
- Hypocaccus paivae
- Hypocaccus patruelis
- Hypocaccus pelleti
- Hypocaccus penatii
- Hypocaccus propensus
- Hypocaccus roeri
- Hypocaccus rubiciliae
- Hypocaccus rugiceps
- Hypocaccus rugifrons
- Hypocaccus schmidti
- Hypocaccus schulzei
- Hypocaccus seminitens
- Hypocaccus serrulatus
- Hypocaccus servilis
- Hypocaccus sinae
- Hypocaccus snizeki
- Hypocaccus sparsus
- Hypocaccus specularis
- Hypocaccus speculum
- Hypocaccus strigithorax
- Hypocaccus subaeneus
- Hypocaccus teretrioides
- Hypocaccus texaco
- Hypocaccus varians
- Hypocaccus vernulus
- Hypocaccus virescens